# Oxidus gigas
Oxidus gigas är en mångfotingart som först beskrevs av Carl Graf Attems 1953.  Oxidus gigas ingår i släktet Oxidus och familjen orangeridubbelfotingar. Inga underarter finns listade i Catalogue of Life.